# دجانة
الدَجَانَة أو علم الدواجن أو تدجين أو علم تربية الدواجن هو علم يبجث في أنسال وسلالات الدواجن ووسائل تربيتها وطرق استغلالاها. ويسمى العالم به دواجِنِيّ.